# 목포MBC 즐거운 오후 3시
목포MBC 즐거운 오후 3시는 목포MBC 표준FM (AM 1386kHz, 표준FM 89.1MHz)에서 종영 방송되는 목포 등 전남 서남부 지역의 라디오 프로그램이다. 2019년 8월 30일 자로 7개월만에 폐지되었다.

## 코너 소개
목포MBC 즐거운 오후 3시는 요일별로 다양한 코너로 구성되었다.

### 월요일
- 1부 - 우리가락! 아는 만큼 들린다~ : 윤암현 선생과 함께 하는 재밌는 국악 이야기
- 2부 - 매일 그대와 : 랑디가 들려주는 청취자들의 사연과 신청곡

### 화요일
- 1부 - 즐거운 초대석 : 가수의 끼와 매력을 LIVE로 즐겨보는 시간
- 2부 - 매일 그대와 : 랑디가 들려주는 청취자들의 사연과 신청곡

### 수요일
- 1부 - 동네 사람들, 잠깐만! : 전주 듣고 첫 소절 부르기, 섞여있는 노래 제목 맞히기
- 2부 - 매일 그대와 : 랑디가 들려주는 청취자들의 사연과 신청곡

### 목요일
- 1부 - 김현진의 노래교실 : 국가대표 노래강사와 함께 노래 배우기
- 2부 - 매일 그대와 : 랑디가 들려주는 청취자들의 사연과 신청곡

### 금요일
- 1부 - 즐오세 차트쇼 : 이번 주를 강타한 노래는 뭐?
- 2부 - 사연 무침 : 이번 주, 아쉽게 소개되지 않았던 사연과 신청곡들을 팍팍 무쳐드려요

## 같이 보기
- 목포문화방송
- 목포MBC 표준FM
- 두시만세